# Ludwig Dankegott Cramer
Ludwig Dankegott Cramer (* 19. April 1791 in Baumersroda; † 3. Januar 1824; anderes Datum 8. Januar 1824 in Leipzig) war ein deutscher evangelischer Geistlicher und Hochschullehrer.

## Leben
Ludwig Dankegott Cramer war der Sohn von Johann Gottlieb Cramer († 27. Juni 1826), Pfarrer, der ihm auch seinen ersten Unterricht erteilte. Er hatte noch drei Geschwister.
Von 1802 bis 1808 besuchte er die Lateinische Schule Halle und begann Ostern 1808 ein Theologie- und Philosophie-Studium an der Universität Wittenberg, seine Kommilitonen waren seinerzeit Gottlieb Wilhelm Gerlach, Friedrich August Wilhelm Spohn, Karl Immanuel Nitzsch, Franz Spitzner, Jonathan August Weichert, Friedrich Traugott Friedemann, Gottlob Wilhelm Müller und Friedrich Lindemann, zu denen er enge Freundschaften schloss. Er hörte Vorlesungen bei Karl Ludwig Nitzsch, Johann Friedrich Schleusner, Heinrich Gottlieb Tzschirner, Julius Friedrich Winzer und Karl Heinrich Ludwig Pölitz.
1810 besuchte der Dresdner Oberhofprediger Franz Volkmar Reinhard die Universität Wittenberg. Bei dieser Gelegenheit verteidigte Ludwig Dankegott Cramer, als Mitglied einer von Julius Friedrich Winzer geleiteten literarischen Gesellschaft seinen ersten schriftlichen Versuch Doctrinae Judaeorum de praeexistentia animarum adumbratio et historia. Im darauffolgenden Jahr überreichte er dem Oberkonsistorialpräsidenten Freiherr Heinrich Victor August von Ferber (1770–1821) aus Dresden, bei dessen Besuch, seine Abhandlung Ueber den Mysticismus in der Philosophie, die kurz danach im Wittenberger Wochenblatt gedruckt wurde. Im gleichen Jahr promovierte er beim Dekan Karl Heinrich Ludwig Pölitz zum Magister und bestand das Kandidaten-Examen in Dresden.
Am 22. April 1812 habilitierte er in Wittenberg und gab von 1812 bis 1813 Vorlesungen in Moralphilosophie und Hebräische Sprache; kurz darauf erfolgte seine Anstellung als Kustos der Universitätsbibliothek Wittenberg.
Aufgrund der kriegerischen Entwicklung musste er Wittenberg 1813 verlassen und hielt sich im Elternhaus in Zorbau bei Querfurt auf, wohin sein Vater als Prediger versetzt worden war. In dieser Zeit verfasste er Versuch einer systematischen Darstellung der Moral der Apocryphen des alten Testaments und Ueber den schädlichen Einfluss des französischen Despotismus auf die Literatur der Teutschen. Ebenfalls in dieser Zeit hielt er als Geistlicher, wie bereits in Wittenberg, Predigten, unter anderem in Schmiedeberg, wohin sich ein Teil der Wittenberger Professoren begeben hatten.
Er setzte seine akademische Laufbahn fort, nachdem die Universität Wittenberg mit der Universität Halle 1817 vereinigt wurde; kurz darauf wurde er Ostern 1817 als vierter ordentlicher Professor an die theologische Fakultät der Universität Rostock gerufen., dort war er bis 1819 Universitätsprediger.
Nach dem Tod von Karl August Gottlieb Keil wurde er Ostern 1819 als vierter ordentlicher Professor an die Universität Leipzig gerufen; mit De mysticismo veri protestantissimi infesto ein hielt er am 22. Mai 1819 seine Antrittsrede. Er hielt Vorlesungen zur Hebräischen Grammatik, zur theologischen Enzyklopädie und Methologie, zur biblischen Theologie des Neuen Testaments, zur christlichen Dogmatik und Dogmengeschichte, das dogmatische System der römischen und griechisch-katholischen Kirche und der Sozinianer, sowie die praktischen theologischen Wissenschaften: Homiletik, Katechetik, Pastoraltheologie und Liturgik.
Auch in Leipzig hielt er an der Universitätskirche verschiedene Predigten.
1819 gründete er eine dogmatische Gesellschaft, die sich mit dem Ausarbeiten von Abhandlungen beschäftigte und im Disputieren übte.
Ludwig Dankegott Cramer war seit 1819 mit Ernestine Amalie, geb. Richter aus Zeitz verheiratet; gemeinsam hatten sie zwei Kinder.

## Ehrungen
Anlässlich des Reformationsfestes 1817 wurde Ludwig Dankegott Cramer von der theologischen Fakultät der Universität Wittenberg zum Ehrendoktor der Theologie ernannt.

## Schriften (Auswahl)
- Doctrinae Judaeorum de praeexistentia animarum adumbratio et historia. Gräßler, Wittenberg 1810. (Digitalisat)
- Commentatio historica de caussis instauratae saeculo XV. in Italia philosophiae Platonicae. Vitebergae, 1812.
- De caussis instauratae saeculo XV in Italia philosophiae platonicae: commentatio historica. Vitebergae: Grässler, 1812.
- Versuch einer systematischen Darstellung der Moral der Apocryphen des alten Testaments. Leipzig 1814.
- Ueber den schädlichen Einfluss des französischen Despotismus auf die Literatur der Teutschen. Quedlinburg 1815.
- Freimüthige Beurtheilung der Schrift des Herrn Präpositus Schmidt in Lübz: „Über Reform des geistlichen Standes zur nachwirkenden Feier des Reformations-Jubelfestes 1817“. Zunächst für die evangelische Geistlichkeit in Mecklenburg. Berlin und Leipzig 1818.
- Historia sententiarum de sacra librorum Vet. Testamenti auctoritate ad Christianos spectante. Leipzig 1819.
- De bibliologia in sacris N. T. libris proposita tractatus. Leipzig, Univ. Diss., 1819.
- Von der Religionsschwärmerei. Eine Predigt am Reformationsfeste 1820 zu Leipzig gehalten. Leipzig 1821.
- Vorlesungen über die biblische Theologie des neuen Testaments. Herausgegeben von Friedrich Adolf August Näbe. Leipzig 1830.
- Biblische Theologie des Neuen Testaments, oder, Die Lehren des Christenthums. Leipzig 1833.